# Anemia karwinskyana
Anemia karwinskyana är en ormbunkeart som först beskrevs av Presl, och fick sitt nu gällande namn av Karl Anton Eugen Prantl. Anemia karwinskyana ingår i släktet Anemia och familjen Anemiaceae. Inga underarter finns listade.